# Municipio de Grant (condado de Clark)
El municipio de Grant (en inglés: Grant Township) es un municipio ubicado en el condado de Clark en el estado estadounidense de Misuri. En el año 2010 tenía una población de 92 habitantes y una densidad poblacional de 1,44 personas por km².

## Geografía
El municipio de Grant se encuentra ubicado en las coordenadas 40°35′2″N 91°44′50″O / 40.58389, -91.74722. Según la Oficina del Censo de los Estados Unidos, el municipio tiene una superficie total de 64.02 km², de la cual 63,16 km² corresponden a tierra firme y (1,34 %) 0,85 km² es agua.

## Demografía
Según el censo de 2010, había 92 personas residiendo en el municipio de Grant. La densidad de población era de 1,44 hab./km². De los 92 habitantes, el municipio de Grant estaba compuesto por el 98,91 % blancos y el 1,09 % eran de una mezcla de razas. Del total de la población el 0 % eran hispanos o latinos de cualquier raza.